# Championnats de France d'athlétisme 1949
Navigation
Championnats 1948 Championnats 1950
Les Championnats de France d'athlétisme 1949 ont eu lieu les 9 et 10 juillet 1949 au Stade Yves-du-Manoir de Colombes. 

## Palmarès
| Discipline        | Hommes              | Hommes        | Femmes             | Femmes       |
| ----------------- | ------------------- | ------------- | ------------------ | ------------ |
| 60 m              | -                   | -             | Jeanine Salagoïty  | 7 s 7        |
| 100 m             | Alain Porthault     | 10 s 7        | Jeanine Salagoïty  | 12 s 0       |
| 200 m             | Marc Litaudon       | 21 s 9        | Françoise Dufour   | 25 s 8       |
| 400 m             | Jacques Lunis       | 48 s 9        | -                  | -            |
| 800 m             | Michel Clare        | 1 min 53 s 0  | Francine Maignan   | 2 min 29 s 4 |
| 1 500 m           | Patrick El Mabrouk  | 3 min 48 s 4  | -                  | -            |
| 5 000 m           | Alain Mimoun        | 14 min 40 s 8 | -                  | -            |
| 10 000 m          | Alain Mimoun        | 31 min 28 s 2 | -                  | -            |
| Marathon          | René Josset         | 2 h 48 min 18 | -                  | -            |
| 80 m haies        | -                   | -             | Yvette Monginou    | 12 s 0       |
| 110 m haies       | André-Jacques Marie | 14 s 7        | -                  | -            |
| 400 m haies       | Yves Cros           | 53 s 2        | -                  | -            |
| 3 000 m steeple   | Alexandre Guyodo    | 9 min 18 s 6  | -                  | -            |
| 10 000 m marche   | Émile Maggi         | 48 min 22 s 2 | -                  | -            |
| 50 km marche      | Claude Hubert       | 5 h 09 min 17 | -                  | -            |
| Saut en longueur  | Ignace Heinrich     | 7,28 m        | Yvonne Curtet      | 5,71 m       |
| Triple saut       | Robert Bobin        | 14,28 m       | -                  | -            |
| Saut en hauteur   | Georges Damitio     | 1,96 m        | Anne-Marie Colchen | 1,59 m       |
| Saut à la perche  | Victor Sillon       | 3,90 m        | -                  | -            |
| Lancer du poids   | François Lapicque   | 14,74 m       | Paulette Veste     | 12,88 m      |
| Lancer du disque  | René Bazennerie     | 44,58 m       | Denise Mottuel     | 38,29 m      |
| Lancer du marteau | Pierre Legrain      | 50,25 m       | -                  | -            |
| Lancer du javelot | Raymond Tissot      | 55,56 m       | Evelyne Pinard     | 37,47 m      |